# Neopithecops zalmora
Neopithecops zalmora är en fjärilsart som beskrevs av Butler 1870. Neopithecops zalmora ingår i släktet Neopithecops och familjen juvelvingar. Inga underarter finns listade i Catalogue of Life.

## Bildgalleri

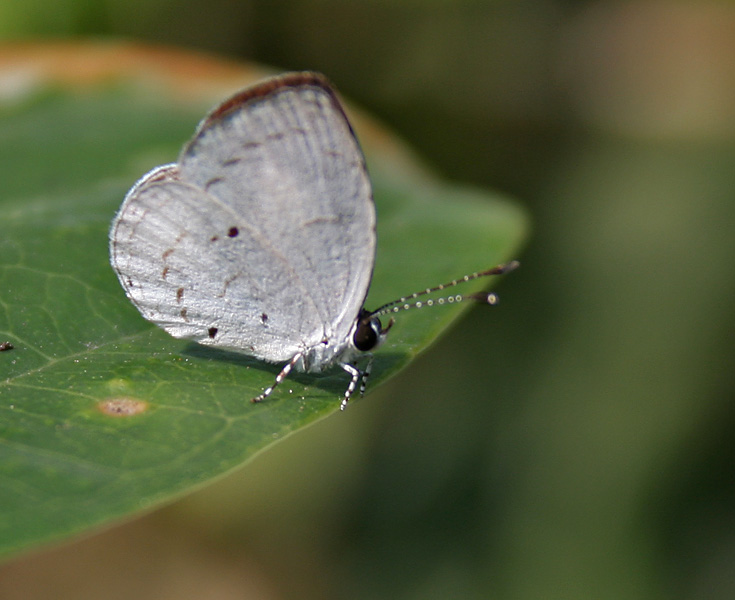
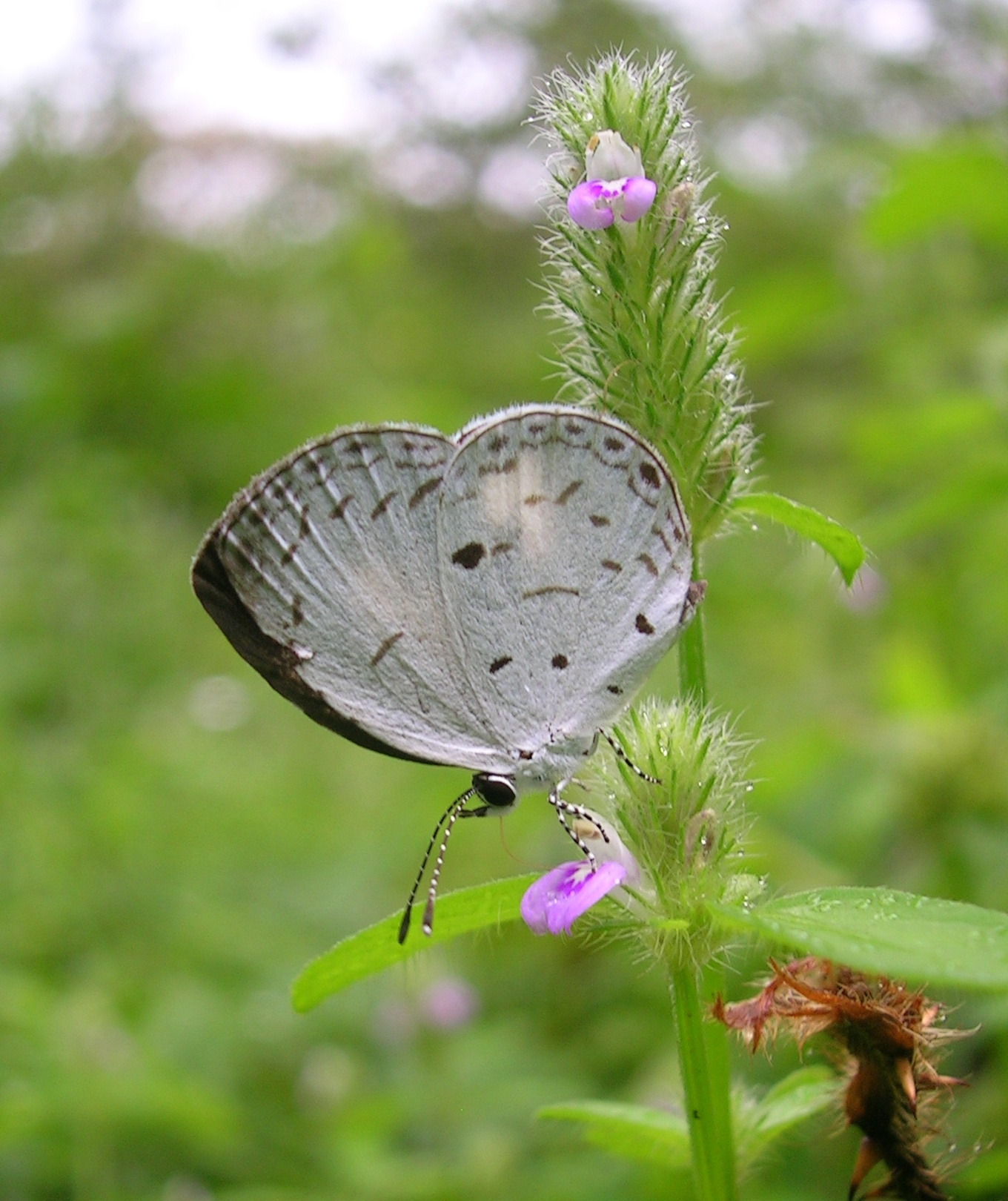
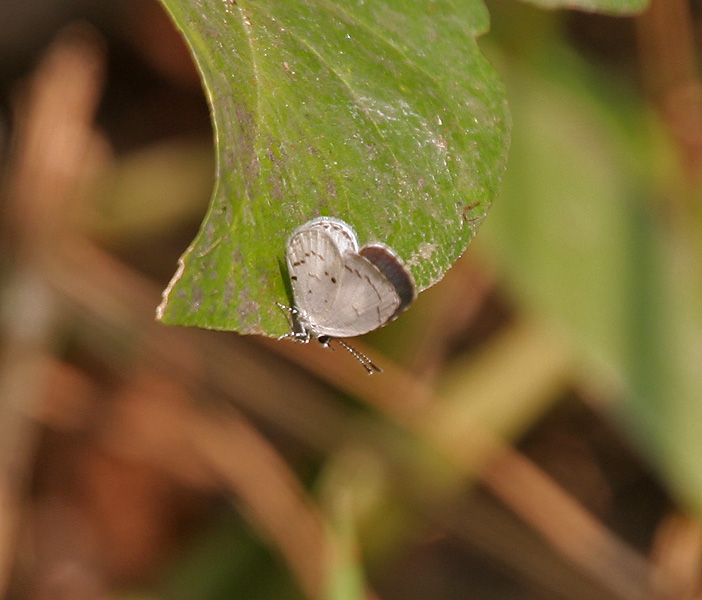
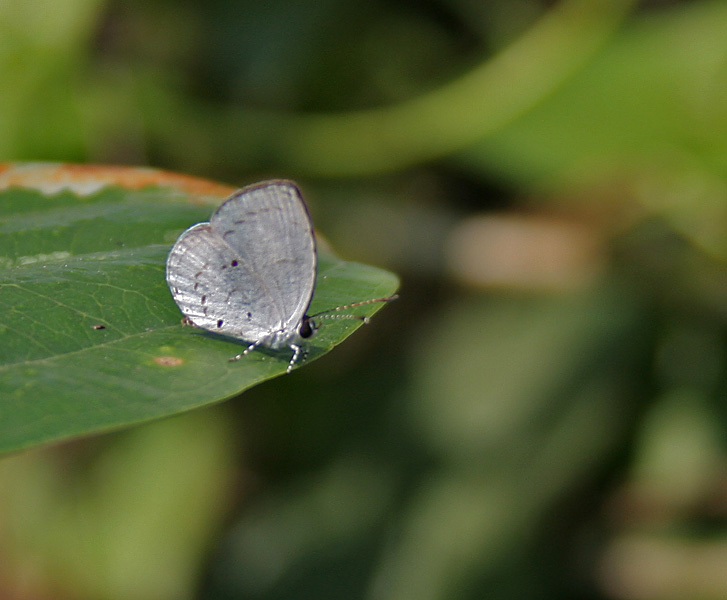
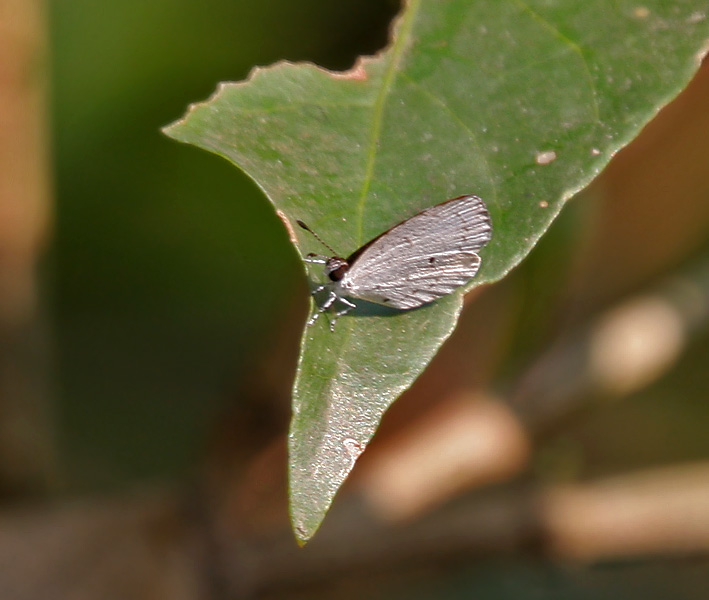
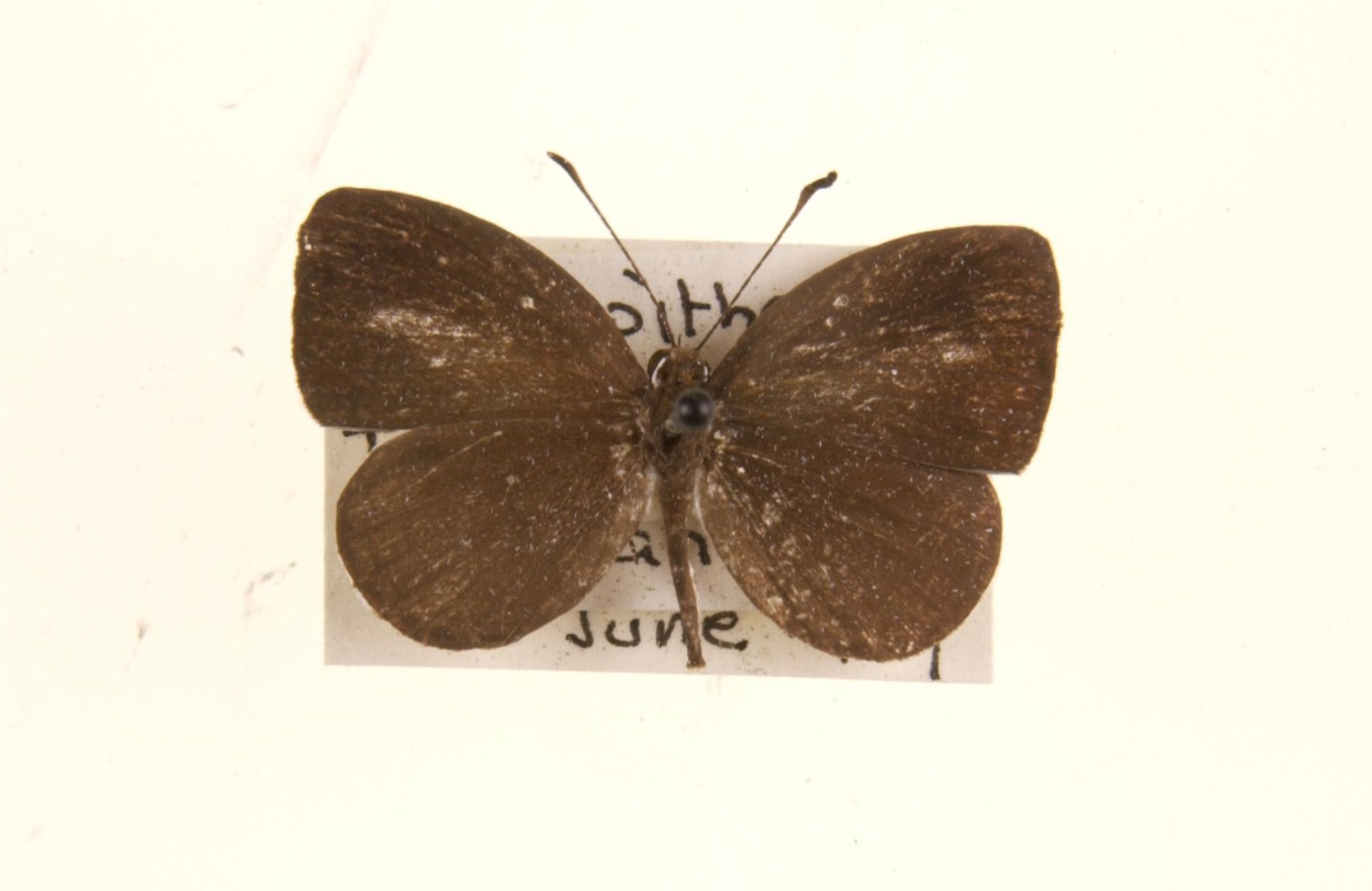